# Große Synagoge (Luzk)
Die Große Synagoge von Luzk in der Ukraine ist eine profanierte Renaissancesynagoge mit einem Geschützturm, die an der Daniel-Halytsch-Straße 33 liegt. Die Synagoge, ein nationales Baudenkmal, wurde in den 1620er Jahren im Zentrum des Schtetls Schydiwschtschyna gebaut. Lange Zeit diente sie als das Religions-, Bildungs- und Gesellschaftszentrum der Luzker Juden. Außerdem erfüllte das Gebäude eine Verteidigungsfunktion (siehe Wehrsynagoge).
Die Synagoge wurde im Jahre 1942 und in den Jahrzehnten danach teilweise zerstört. In den 1970er Jahren wurde sie erneuert. Heute dient das Gebäude einem Sportverein als Klubhaus.

## Geschichte

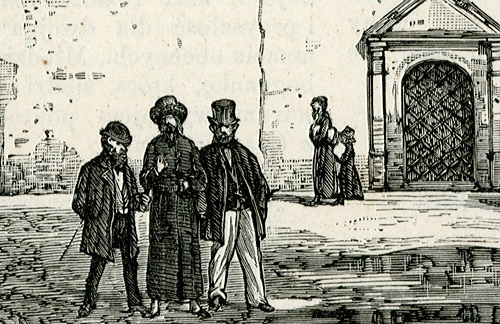
Luzker Juden im 19. Jahrhundert

Die erste Erwähnung von Juden in Luzk ist aus dem Jahr 1388 überliefert, als Vytautas der Große, der Großfürst von Litauen, die Niederlassung von Juden im Fürstentum regelte. Die Stadt wurde 1617 nach dem Angriff der Tataren samt Synagoge zerstört. Die Forschung geht vom Neubau in der ersten Hälfte des 16. Jahrhunderts am Platz der Vorgängersynagoge aus.

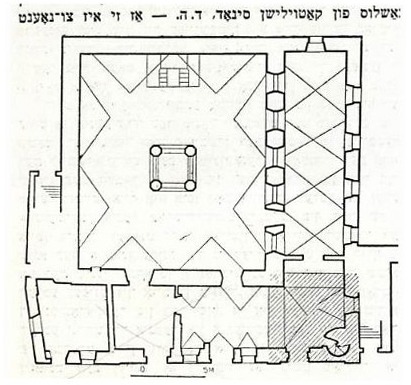
Bauplan

Am 5. Mai 1626 räumte König Sigismund III. Waza den Luzker Juden das Recht auf den Bau der Mauersynagoge und der neuen Schule ein. Zwar beklagten die Dominikaner, deren Kloster mit der Kirche in einem benachbarten katholischen Stadtviertel lag, die größere Höhe der Synagoge, aber der König bekräftigte 1628 erneut seine Entscheidungen. Das Gericht stellte fest, dass die Höhe der Synagoge das Kloster nicht beeinträchtigt.
Der Hauptraum war die würfelförmige Gebetshalle nach dem Stil der Renaissance mit der Wandstärke von 1,5 Meter, der noch zwei einstöckige Nebengebäude für die Frauen und die Schule hatte. An der südlichen Ecke der Gebetshalle wurde auf Verlangen des Königs der Geschützturm mit Schießscharte und Waffenlager gebaut. In der neuen Synagoge wurde eine Jeschiwa gegründet.

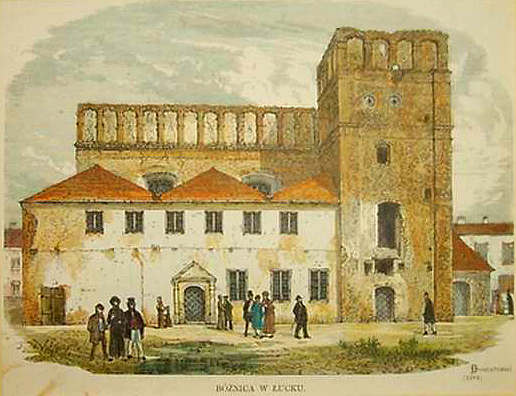
Große Synagoge von Luzk, 19. Jahrhundert

Im Jahr 1869 wurde die Synagoge Opfer eines Brandes. Infolge einiger Besonderheiten im Wirtschafts- und Rechtssystem in der zweiten Hälfte des 19. Jahrhunderts veränderte sich die jüdische Gesellschaftsordnung. Es entstanden neue Schtetl und Synagogen. In dem alten Schtetl Schydiwschtschyna, in dessen Mitte die Schutzsynagoge lag, wohnten arme Juden in einer dichten Bebauung. Bald verlor die Hauptsynagoge ihre Rolle als Zentrum des jüdischen Lebens.
Im Jahr 1936 renovierte man das Gebäude mit Unterstützung von Woiwodenregierung. Während des Zweiten Weltkriegs wurde die Synagoge durch Beschießungen beschädigt. Im Jahr 1941 besetzte die Wehrmacht die Stadt. Die Deutschen bildeten drei jüdische Ghettos. Auch Gebäude und Anlagen des jüdischen Viertels wurden beschädigt und vernichtet. Im August und September 1942 wurden etwa 17000 Ghettohäftlinge erschossen. Dann warf man Sprengstoff in die Hauptsynagoge.
In den Jahren 1976/77 wurde die Synagoge teilweise neu aufgebaut.

## Erinnerung
Um die Luzker Große Synagoge haben sich ausländische Forscher und Museen verdient gemacht. Ein Modell, das die Synagoge in der zweiten Hälfte des 19. Jahrhunderts zeigt, ist im Museum der jüdischen Diaspora Beit Hatefutsot in der Universität Tel Aviv aufbewahrt. Es zeigt inzwischen verloren gegangene Elemente. Im Zentrum für jüdische Kunst der Hebräischen Universität von Jerusalem befindet sich ein elektronisches 3D-Modell der Synagoge.
Am 30. Mai 1995 wurde an der Mauer der ehemaligen Synagoge eine Gedenktafel für die ermordeten Juden von Luzk eingebaut.

## Siehe auch

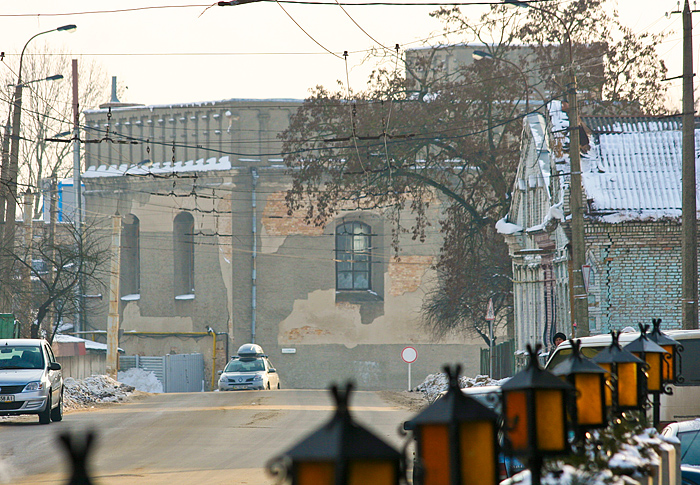
Synagoge
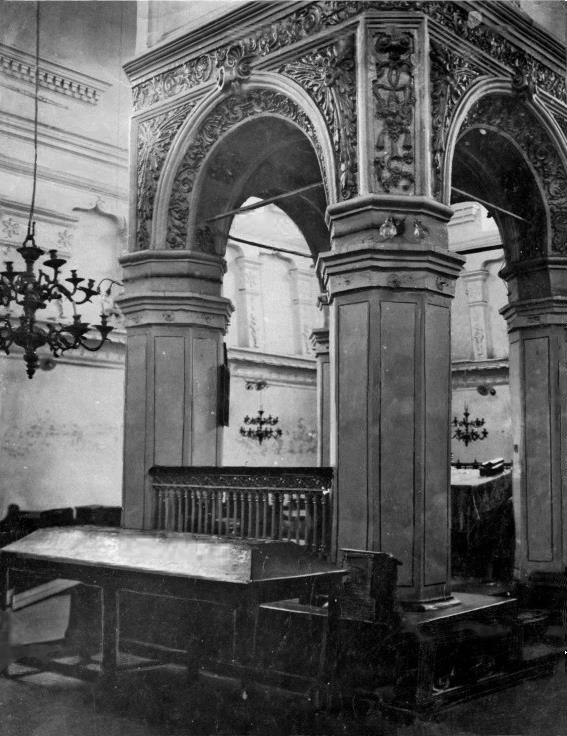
Bima der Synagoge
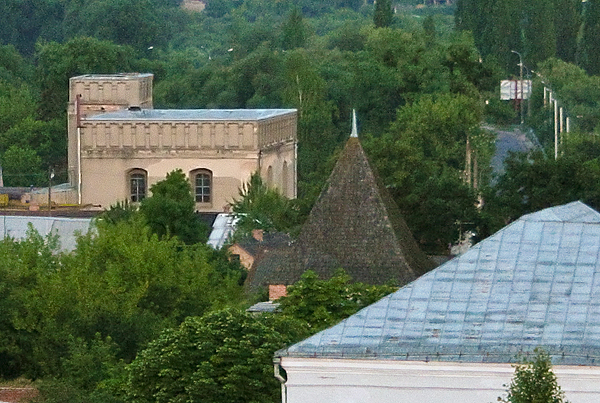
Synagoge
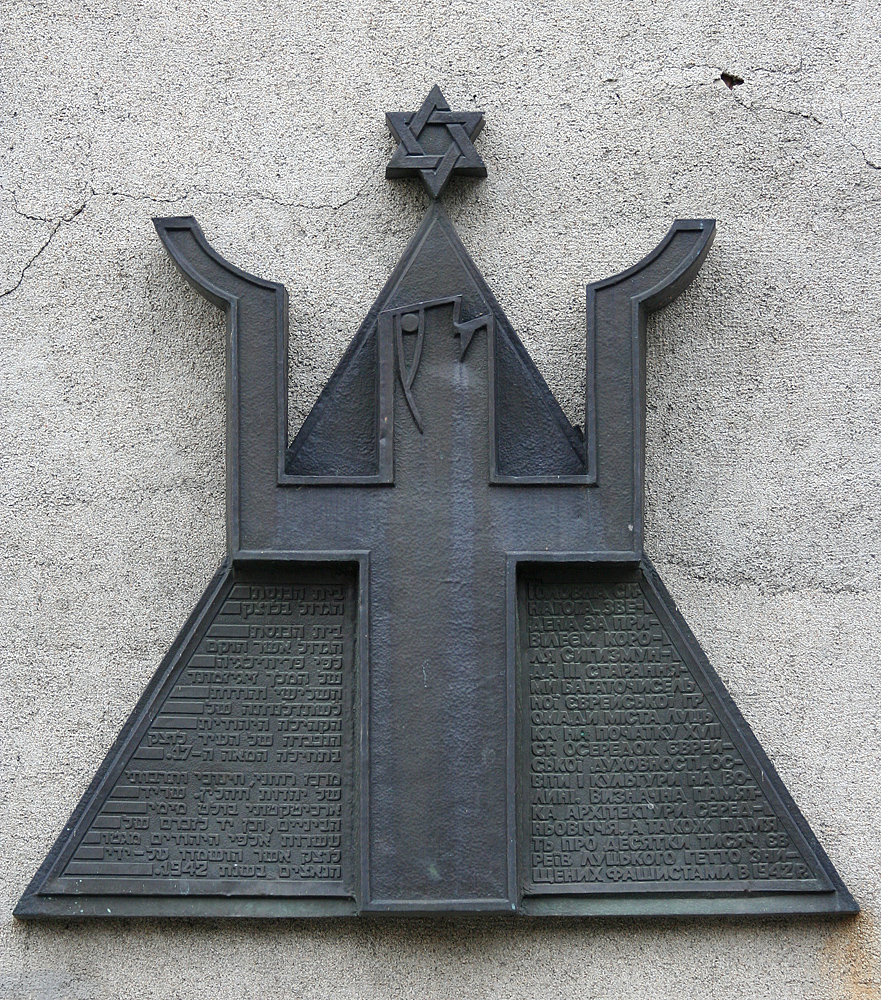
Gedenktafel, hebräisch und ukrainisch